# Hemidictyaceae
Hemidictyaceae is een familie met één geslacht en één soort terrestrische varens, Hemidictyum marginatum.
De familie is in 2007 afgescheiden van de veel grotere familie Woodsiaceae.
Deze varen is inheems in Midden- en Zuid-Amerika.

## Naamgeving enetymologie
De familie Hemidictyaceae is vernoemd naar het geslacht Hemidictyum.

## Kenmerken
Hemidictyaceae is een grote varen met een dikke, kruipende of rechtopstaande rizoom. De bladen zijn enkelvoudig geveerd, met gladde, ongedeelde, tegenover elkaar staande  bladslipjes. De bladnerven zijn vrijliggend.
De sporenhoopjes zitten aan de onderzijde van de bladen langs de nerven, zijn lijnvormig en worden beschermd door eveneens lijnvormige, vlakke dekvliesjes.

## Taxonomie
In de taxonomische beschrijving van Smith et al. (2006) werd Hemidictyum nog opgenomen in de grotere familie Woodsiaceae.
Later onderzoek door Schuettpelz & Pryer (2007) en Christenhusz et al. (2011) leidde er echter toe dat drie geslachten van Woodsiaceae, Hemidictyum, Diplaziopsis en Homalosorus, werden afgesplitst om een aparte familie te vormen. Nog later in 2011 toonde Lehtonen aan dat Hemidictyum een zustergeslacht is van de Aspleniaceae, waarna het door Christenhusz en Schneider in een eigen familie, Hemidictyaceae, werd geplaatst.
De familie omvat momenteel slechts één geslacht met één soort:
- Familie: Hemidictyaceae
  - Geslacht: Hemidictyum
    - Soort: Hemidictyum marginatum